# Wierchnieje Łuchtonowo
Wierchnieje Łuchtonowo (ros. Верхнее Лухтоново) – wieś (ros. деревня, trb. dieriewnia) w zachodniej Rosji, w sielsowiecie bobrowskim rejonu rylskiego w obwodzie kurskim.

## Geografia
Miejscowość położona jest nad rzeką Ryło, 2 km od centrum administracyjnego sielsowietu bobrowskiego (Kuliga), 6 km od centrum administracyjnego rejonu (Rylsk), 112 km od Kurska.
W granicach miejscowości znajduje się 21 posesji.

## Demografia
W 2010 r. miejscowość zamieszkiwało 14 osób.